# Hetalia
Hetalia: Axis Powers (ヘタリア Axis powers, Hetaria Akushissu pawazu, souvent abrégé en « Hetalia ») est un manga satirique créé par Hidekaz Himaruya distribué en ligne puis publié par Gentosha sous forme de tankōbon depuis 2008. Six tomes sont publiés en octobre 2013.
Hetalia est un manga en quatre cases qui anthropomorphise les différents pays du monde. L’histoire a lieu pendant les deux guerres mondiales et a pour principaux protagonistes l’Italie, l’Allemagne et le Japon (d’où son titre « Axis Powers », soit les puissances de l'axe Rome-Berlin-Tokyo de la Seconde Guerre mondiale). Le manga met en œuvre des situations satiriques et joue souvent sur les stéréotypes de chaque pays (Italie adore les pâtes et les pizzas, le Canada possède un ours polaire domestique et mange des pancakes au sirop d'érable et de la poutine dans la version doublée en anglais, etc).
Une adaptation en anime, sous forme d'ONA, produite par Studio Deen est diffusée entre janvier 2009 et mars 2010 pour un total de 52 épisodes répartis en deux saisons. Une troisième et une quatrième saison de 24 épisodes chacune sont diffusées entre mars 2010 et mars 2011. Un film d'animation, Hetalia: Axis Powers - Paint it, White, est sorti le 5 juin 2010. Une cinquième saison, avec une nouvelle équipe d'animation, est diffusée entre janvier et juillet 2013. Une sixième saison est diffusée à partir de juillet 2015.
Le nom « Hetalia » est un mot-valise, combinaison du mot japonais hetare (ヘタレ, signifiant « incompétent ») et Italia (イタリア, Italie en japonais).

## Personnages

### Forces de l'Axe
Nord de l'Italie (Veneziano) (イタリア, Itaria) - Nom humain : Feliciano Vargas
Il est le petit-fils de l'Empire romain ainsi que le protagoniste de la série. Il est hyperactif mais aussi extrêmement peureux et lâche (il fuit dès qu'il voit Angleterre). Il est plutôt faible mais malgré tout très affectueux, même avec ses ennemis. Il aime les pâtes, la pizza et les fruits. Il a un grand sens de l'art, adore chanter et dormir. Son arme de prédilection est un drapeau blanc. C'est le deuxième des frères Italie, Seborga étant le benjamin, et Romano l'aîné.
Dans son enfance, il vivait dans la maison d'Autriche, où il travaillait comme serviteur. Dans sa jeunesse, beaucoup pensaient qu'il était une fille.
Italie ressent une grande affection pour Allemagne, même s'il lui provoque énormément de problèmes. Il est sans arrêt en train de l'appeler soit car il est attrapé par un ennemi, soit pour des raisons stupides, comme "je n'arrive pas à lacer mes chaussures !".
Il a 20 ans et son anniversaire est le 17 mars (équivalent à la journée de la formation du royaume d'Italie). Il mesure 1m72.
Son seiyū est Daisuke Namikawa, comme son frère, l'Italie du Sud alias Romano. Son nom humain officiel est Feliciano Vargas (フェリチアーノ · ヴァルガス, Ferichiāno Varugasu).
 Allemagne (ドイツ, Doitsu) - Nom humain : Ludwig Beilschmidt
Il est grand et grave, toujours soucieux des règles, pessimiste et perfectionniste. Il est le leader des forces de l'Axe. Il aime faire des gâteaux, la lecture et promener ses chiens: Blackie, Berlitz et Aster.
Son frère aîné est Prusse.
Il n'a aucune expérience dans les relations sociales, sauf avec Italie qu'il décrit comme "son seul ami", puisqu'il trouve que Japon est trop mystérieux. Il continue en vain à espérer qu'Italie devienne plus fort.
Il a 20 ans et son anniversaire est le 3 octobre. Il mesure 1m80.
Son seiyū est Hiroki Yasumoto. Son nom humain officiel est Ludwig (ルートヴィッヒ, Rūtovihhi).
 Japon (日本, Nihon) - Nom humain : Kiku Honda
Il est calme et grave, il se considère comme "Le Pays du Soleil Levant". Il est curieux et intéressé d'en apprendre sur les autres nations. Pour cette raison, lui et États-Unis se rendent souvent visite, étant donné leurs grandes différences. Souvent, l'un et l'autre sortent choqués de ces expériences.
Bien que Japon soit calme la plupart du temps, il est suggéré que sa colère soit la plus effrayante. Cependant, il est mentionné qu'il est très difficile de le mettre en colère.
Il ne savait pas écrire jusqu'à ce que la Chine lui fournisse les kanjis, qu'il a rapidement transformé en hiragana. Chine prétend être son frère aîné, même si Japon n'est pas forcément d'accord. Il n'aime pas trop donner son avis et se contente de se ranger selon les décisions des autres, au grand dam de Suisse qui essaie sans arrêt de lui inculquer la confiance en lui, ce qui lui manque.
Il est ami avec Grèce, bien qu'il le trouve un peu étrange, ils partagent une passion pour les chats. Il est aussi ami avec Turquie, ce qui nourrit la rivalité entre celui-ci et la Grèce. Il s'entend bien avec Angleterre.
Enfin, Japon possède un petit chien brun (parfois coloré en blanc) Shiba (chien) nommé Pochi.
Son age est inconnu mais son anniversaire est le 11 février. Il mesure 1m65.
Son seiyū est Hiroki Takahashi. Son nom humain officiel est Kiku Honda (菊 本田).

### Forces Alliées
États-Unis (アメリカ, Amerika) - Nom humain : Alfred F. Jones
C'est un jeune homme hyperactif, mégalomane, totalement obsédé par être le héros dans toutes les guerres et tous les conflits. Il est très joyeux et énergique, et dispose d'une force peu commune. Il adore les hamburgers et les milkshakes.
Quand il était petit, c'est Angleterre qui l'a pris sous son aile et il est devenu son grand frère. Ils se sont séparés quand États-Unis a pris son indépendance.
Il a hérité du mauvais goût pour la nourriture d'Angleterre, qui a cuisiné pour lui quand il était enfant et qui le persuadait que sa nourriture était délicieuse.
Son meilleur ami est un extraterrestre nommé Tony.
Son anniversaire est le 4 juillet soit l'Independence Day, le jour où l'Amérique s'est déclarée indépendante de l'Angleterre le 4 juillet 1776.
Son seiyu est Katsuyuki Konishi. Son nom humain officiel est Alfred F. Jones (アルフレッド · F · ジョーンズ, F. Arufureddo Joonzu).
 Angleterre (イギリス, Igirisu) - Nom humain : Arthur Kirkland
Son nom officiel est « Royaume-Uni de Grande-Bretagne et d'Irlande du Nord » (グレート ブリテン 及び 北部 アイルランド 連合 王国, Gurēto Buriten Oyobi Kita Airurando Rengō Ōkoku).
Avant, c'était un pirate qui torturait Espagne et les pays faibles, mais il s'est maintenant lui-même classé comme un "gentleman anglais." C'est un personnage Tsundere, très cynique et sarcastique. Sa cuisine est généralement décrite comme mauvaise par les autres pays, notamment par France (bien qu'Angleterre soit lui-même persuadé du contraire). Il aurait transmis ses mauvais goûts culinaires à Amérique.
Il croit en la magie et maudit souvent les gens dont il veut se venger, mais cela ne marche jamais avec Russie. Il croit aussi aux créatures fantastiques telles que les fées, les lutins et les licornes, mais lui seul peut les voir avec Norvège. Pourtant, il nie l'existence des extraterrestres et se moque souvent de Tony, l'ami extraterrestre d'États-Unis.
Il s'emporte facilement. Ses intérêts sont la broderie, la littérature, le rock et la critique de films américains. Il aime aussi construire et tester des armes pour détruire les États-Unis.
Il ne s'entend pas avec France, bien qu'ils se soutiennent souvent et que leur relation s'améliore petit a petit. Plus tard, on apprendra qu'il était amoureux de France enfant, croyant que celui-ci était une fille.
Il aurait quatre frères : l'un représentant l'Écosse, un autre le pays de Galles, un l'Irlande du Nord, ainsi que le petit Sealand. Et possiblement une sœur : république d'Irlande.
Il entretient une bonne relation avec le Japon avec qui il partage des points communs tel que la croyance aux esprits et aux mythes.
Son anniversaire est le 23 avril, le jour de la Saint George.
Son seiyū est Noriaki Sugiyama. Son nom humain officiel est Arthur Kirkland (アーサー · カークランド, Āsā Kākurando).
 France (フランス, Furansu) - Nom humain : Francis Bonnefoy
Ses cheveux sont blonds, longs et bouclés, et il a une barbe de trois jours sur son menton. Ses yeux sont bleus. Il aime se vanter de sa beauté et de son bon goût, en particulier devant Angleterre.
Fier et dangereusement affectueux, il est en grande rivalité avec Angleterre. Il est attiré par les belles choses, y compris les hommes et les femmes (ce qui le pousse même, dans un épisode, à aller chez Autriche pour le mitrailler avec son appareil photo). Il considère le Français comme la langue de l'amour.
Comme Italie, France a une réputation de grand cuisinier et il est fier de ses vins, il dit qu'ils sont les meilleurs du monde.
Il aime taquiner et se battre avec Angleterre pour les choses les plus triviales. Cela se produit depuis leur enfance.
Son anniversaire est le 14 juillet, qui correspond à la fête de la fédération du 14 juillet 1790.
Il déteste la nourriture d'Angleterre qui est, selon lui, une insulte au bon goût.
Son seiyū est Onosaka Masaya. Son nom humain officiel est Francis Bonnefoy (フランシス ・ ボヌフォワ, Furanshisu Bonufoa).
 Russie (ロシア, Roshia) - Nom humain : Ivan Braginski
Il est le plus grand personnage de la série, se référant au fait que la Russie est le plus grand pays dans le monde. Son personnage est l'étrange résultat de son enfance turbulente (il a été souvent pris pour cible). Il fait peur aux autres, parce qu'il peut être très cruel et sadique, sans en être vraiment conscient, de sorte qu'il est aussi très innocent. Pour cette raison, il est classé comme un Yangire (yandere). Quand il se met en colère, il déblatère un "kolkolkolkol" (ce jeu de mots est un mélange entre les mots "Kolkhoze", et "殺します", koroshimasu, qui veut dire tuer.)
Il se promène avec un robinet de métal, qu'il utilise comme arme.
Il aime la vodka, les tournesols et les endroits chauds, car il a toujours souffert à cause de l'hiver russe. Il a la peau claire, ses cheveux sont gris et ses yeux sont violets.
Il aimerait que les autres nations ne fassent qu'un avec lui.
Ses sœurs sont Biélorussie et Ukraine (l'ainée), qui se sent très faible comparée aux autres. Biélorussie est le seul pays qui fait peur à Russie parce qu'elle le harcèle pour l'épouser.
Il semble avoir un certain désir pour Chine, tellement qu'il le harcèle en se déguisant en panda, dans un épisode spécial. Il prend plaisir à persécuter les pays Baltes (Estonie, Lituanie et surtout Lettonie).
Son anniversaire est le 30 décembre, correspondant à la journée où l'Union soviétique a été créée.
Son seiyū est Yasuhiro Takato. Son nom humain officiel est Ivan Braginski (イヴァン · ブラギンスキ, Iban Buraginsuki).
 Chine (中国, Chūgoku) - Nom humain : Wang Yao
Il est l'une des plus vieilles nations, a 4000 ans, mais paraît très jeune. Sur son dos, il a une cicatrice, un rappel du moment où le Japon l'a attaqué quand ils étaient jeunes. Il dispose également d'une tache de naissance sous la forme d'un panda juste au-dessus de ses fesses. Il est très direct et honnête, et est une personne très modeste.
Il a tendance à construire des Chinatowns partout dans le monde, même dans les îles les plus éloignées ou sur/dans les bâtiments (il en a même crée un dans le vaisseau des Pictes dans le film Paint it, White) par lesquels il gagne une grande fortune.
Il a agi comme un grand frère pour Japon, Hong Kong, Taiwan et Corée (plus précisément la Corée du sud, le nord n'étant que très peu mentionné, voire pas du tout, dans le manga et dans l'animé) qui ont été élevés par lui avant de prendre chacun leur indépendance. En outre, Japon a fini par l'attaquer, Taiwan veut son indépendance et Corée du Sud continue de le harceler.
Il a une dent contre Angleterre sur la question de l'opium et a tendance à prendre Hong Kong pour un enfant.
Dans les premières saisons, il semble effrayé par Russie. Mais au fil du temps, le protagoniste se laisserait faire, donnant un avantage à Russie.
Il aime les choses mignonnes et est quelquefois accompagné d'un homme vêtu d'un costume Shinatty-chan (copie de Hello Kitty). Il finit ses phrases avec le suffixe «-Aru» qui est un stéréotype de l'accent chinois, et il dit « aiya », qui selon lui, lui donne l'air mignon.
Son seiyū est Yuki Kaida. Son nom humain officiel est Wang Yao (王耀).

### Autres personnages
Italie du Sud (Romano) - Nom humain : Lovino Vargas
Après avoir été séparé de son petit frère Italie du Nord, Italie du Sud (dit Romano) vécut sous la responsabilité de l'Espagne. Il fut énormément influencé par la culture espagnole durant cette période. Sa culture, sa religion et ses lois sont inspirées de celles d'Espagne, comme le montre, par exemple, la culture de la tomate, aussi répandue chez l'un que chez l'autre.
Malgré sa réunification avec Italie du Nord, il ne s'entend pas toujours très bien avec lui (à cause, surtout, de leurs différences). Il déteste France, mais aussi et surtout Allemagne, persuadé que ce dernier veut s'interposer entre lui et son frère. Il ne cesse donc de vouloir tourmenter Allemagne, cherchant à se moquer de lui et à lui faire des farces. Italie du Sud le surnomme « mangeur de patates » à cause de la cuisine allemande, très portée sur les pommes de terre et la charcuterie.
Espagne - Nom humain : Antonio Fernandez Carriedo
L'Espagne est un pays qui se veut jeune. Il est joyeux, dynamique et surtout très bavard. Particulièrement optimiste mais également volontaire lorsque l'on requiert ses services, il a déjà aidé Autriche lorsque ce dernier se trouvait en difficulté. Il aime beaucoup Romano, bien que s'occuper de lui quand il était petit n'ait pas été simple. Il est le troisième membre du « Bad Friends Trio » avec Prusse et France.
Autriche - Nom humain : Roderich Edelstein
Autriche est très sérieux, à cheval sur l'étiquette et un pianiste au talent inégalé. Il illustrera même sa colère par un morceau de piano de Chopin. Il peut paraître sérieux au premier abord, mais c'est un grand sensible qui a pris sous son aile bon nombre d'autres états comme le petit Italie. Il entretient une relation haine-amitié de longue date avec la Suisse et partage un peu son côté radin, même s'il n'ose pas l'admettre. Il est très proche de Hongrie.
Hongrie - Nom humain : Elizaveta Hedervary
Hongrie est calme, douce, bienveillante et maîtrise à la perfection le combat à la poêle. Elle peut changer d'attitude et devenir plus agressive vis-à-vis de France et Prusse. Elle est dite d'être introverti.
Elle a été mariée à Autriche (durant la période de l'Empire Austro-Hongrois) avec qui elle partage toujours une grande complicité. Elle sait cependant garder poliment ses distances avec lui lorsque cela s'avère nécessaire. Elle peut se révéler sérieuse et particulièrement mature en période de crise. Elle a joué un rôle de nourrice pour le petit Italie et Saint Empire Romain Germanique, elle était une nation très douée au combat, et se prenait pour un garçon. D'ailleurs, elle crut être un garçon jusqu'à ce que ses seins commencèrent à pousser. Elle en a gardé une grande force, qu'elle utilise principalement pour donner des coups de poêle à frire à Prusse ou aux nations qui prévoient d'attaquer les « régions vitales » d'Autriche (quoiqu'elle semble avoir un intérêt pour le Boy's Love qui la pousse parfois plutôt à laisser faire et regarder). Elle garde une grande peur de l'Empire Ottoman depuis qu'elle est petite.
Pologne - Nom humain  : Feliks Łukasiewicz
Pologne est un pays excentrique, égoïste, mais avec une joie enfantine, et se fait remarquer par son accent. Pologne avait au départ un design féminin, et Hongrie devait être un homme qui s'habille en femme, mais leurs rôles ont été échangés. Il est aussi connu pour son amitié avec Lituanie, représentant la république des Deux Nations, jusqu'à ce que Russie, Prusse et Autriche les battent et les séparent en 1795. Pologne appelle Lituanie : Liet, (surnom dérivé de Lietuva, le nom lituanien pour Lituanie). Il se qualifie lui-même de phénix, ce qui montre à quel point il ne cesse de s'élever à nouveau après avoir été écrasé. Il affirme ses opinions avec force auprès des étrangers, mais devient extrêmement réservé et timide juste après, comme le montre sa première rencontre avec Suède. Il peut être courageux, extraverti et détendu, mais il atteint vite sa limite et se replie dans sa timidité. Pologne n'est plus aussi égoïste qu'il le fut, et au fil du temps, il a développé plus de préoccupation pour les autres, ce qu'illustre le moment où Lituanie revient de Russie et Pologne, voyant les traces de coups sur son dos, déclare "Il y certaines choses que je ne sais pas à propos de Lituanie". Il a également de bonnes relations avec Italie et Hongrie. Il aime beaucoup se travestir en fille, la couleur rose et les poneys.
Prusse - Nom humain : Gilbert Beilschmidt
Durant son enfance, Prusse ne cessait de chercher querelle à Hongrie, qu'il prenait pour un homme. Lorsque Prusse s'attaqua à l'Autriche, Hongrie protégea celui-ci en mettant en pièces l'armée prussienne.
Prusse est le grand frère d'Allemagne. Il a une très haute opinion de lui-même et un caractère assez exubérant. Il est ami avec France et Espagne, avec qui il forme le "Bad Touch Trio" (ou "Bas Friends Trio", en japonais "Akuyu"), et il ne cesse de chercher les noises à Autriche. Il se promène toujours avec un poussin sur la tête, Gilbird. Il n'est plus considéré comme une nation, mais comme une région de l'Allemagne. Prusse est albinos à cause de ses yeux rouges et de ses cheveux blancs.
Canada - Nom humain : Matthew Williams
Ignoré par tout le monde (sauf parfois), même par son propre ours domestique (il oublie d'ailleurs le nom exact de son ours), Canada fait souvent office de fantôme et on en vient souvent à oublier sa présence. On le confond souvent avec son frère, Amérique, car ils se ressemblent beaucoup physiquement (du moins aux yeux des autres nations), ce qui lui apportera beaucoup d'ennuis, entre autres avec Cuba qui déteste Amérique. Son mot de prédilection est « Érable » ; il n'hésitera pas à se dessiner une feuille d'érable sur le front (qui ne durera pas longtemps) pour qu'on le reconnaisse. Il aime les pancakes au sirop d'érable et dans la version de l'anime doublée en anglais, il aime également la poutine. France semble aimer les films qu'il fait et les complimente devant les autres pays lors d'une soirée cinéma. Il semble également être l'un des seuls personnages à pouvoir le différencier d'Amérique grâce à sa coupe de cheveux qui ressemble à la sienne, comme il le dit lui-même. Amérique semble être la personne avec qui il passe le plus de temps, et Canada essaye sans cesse de lui dire d'arrêter de faire des idioties ou d'attaquer des pays comme Cuba, car il se fait souvent blâmer pour cela, en raison de leur ressemblance, mais il ne trouve jamais le courage de lui dire clairement.
Son anniversaire est le 1er juillet soit le Canada Day, le jour où le Canada a obtenu son indépendance du Royaume-Uni le 1er juillet 1867.
Suisse - Nom humain : Vash Zwingli
Suisse est radin, agressif et belliqueux avec malgré tout de la gentillesse comme avec Liechtenstein qu'il considère comme sa petite sœur et pour qui il éprouve une grande tendresse. La preuve, il accepte les pyjamas rose bonbon qu'elle lui fait sans rien dire. Il entretient une relation haine-amitié de longue date avec Autriche. Il protège sa neutralité en tirant sur tous les personnages entrant sur son territoire, qu'ils soient membres de l'Axe ou Alliés.
Son anniversaire est le 1er août, ce qui correspond à la signature du Pacte fédéral le 1er août 1291.
Liechtenstein - Nom humain : Non confirmé
Liechtenstein est un petit pays entre la Suisse et l'Autriche. Abandonnée de tous lors de sa libération, elle serait tombée dans la misère si Suisse ne l'avait pas aidée. Ne possédant pas d'armée, Liechtenstein est complètement dépendante de celui qu'elle considère comme son grand frère. Douce et calme, elle fait tout pour ressembler à Suisse et lui plaire. Elle a ainsi coupé ses cheveux tressés pour avoir la même coiffure que lui, elle semble un peu complexée par sa petite poitrine et aime beaucoup les dessins de Suisse.
Monaco - Nom humain : Non confirmé
Monaco est un micro-État (micro nations) située dans le Sud de la France. C'est une jeune femme d'apparence stricte, elle est souvent montrée portant un tailleur. Sa personnalité n'est pas encore très bien définie mais elle est considérée comme quelqu'un de sociable. Sa relation avec France est restée confuse aux yeux des fans ; tantôt amants, tantôt frère et sœur, Himaruya finit par confirmer que ces deux personnages partagent une grand affection et fit des allusions au fait que France voit Monaco d'un œil paternaliste. Il est tout de même défini que Monaco a horreur que ce dernier la traite comme une enfant, notamment en lui caressant la tête. Monaco excelle au poker, Black Jack et autres jeux de hasard et s'est forgée une réputation de croqueuse d'hommes. Outre les jeux de cartes et les livres, elle se passionne pour les courses de Formule 1 et la danse. Les fans spéculent que Monaco aurait une façade cachant sa 'véritable nature', représentant l'image luxueuse que la véritable Principauté donne d'elle-même afin de cacher les activités peu scrupuleuses qui se dérouleraient dans l'ombre de Monté-Carlo.
Himaruya n'a rien confirmé de cette théorie.
Finlande - Nom humain : Tino Väinämöinen
Finlande est un pays gentil, honnête et très bavard. Il aime faire des blagues pour détendre l'atmosphère, en particulier quand il est avec Suède. Celui-ci le traite comme sa « femme », ce qui le dérange. Il aime aller au sauna et le goût du Salmiakki. Il est le plus petit des Scandinaves (1,70m). Il a un chien avec Suède, Hana Tamago (Fleur Œuf).
Il est souvent associé au Père Noël, comme on le voit dans l'épisode 28 de la saison 2. Les personnes qui sont les plus proches de lui sont Suède, Estonie et Sealand. Il aime beaucoup parler du Père Noël, ce qu'il fait assez souvent.
Suède - Nom humain : Berwald Oxenstierna
Suède est le seul des Pays Nordiques qui porte des lunettes. Grand et peu expressif (sauf les fois où il fait peur) souvent austère, il a en réalité bon fond et a du mal a exprimer ses sentiments. Il s'entend bien avec Finlande avec qui il s'enfuira de la maison de Danemark et qu'il déclarera être sa femme (ce qui n'est pas trop aux goûts de Finlande). Il s'entend assez bien avec les autres Pays Nordiques sauf Danemark avec qui il a des relations complexes (ils se sont beaucoup battus autre fois). Suède est l'un des seuls personnages que l'auteur a reconnu comme homosexuel.
Pays Baltes : Estonie - Nom humain : Eduard von Bock, Lituanie - Nom humain : Toris Laurinaitis et Lettonie - Nom humain : Raivis Galante
Pas unis pour deux sous, les Pays Baltes sont rarement en accord, à part lorsqu'il s'agit du fait que Russie les effraie (Estonie semble le moins affecté par cette peur tenace).
Lituanie est le meilleur ami de Pologne, de qui il a été séparé par Russie. Depuis, il s'en sort en cirant les chaussures de l'effrayante nation. Il est doux, attentionné et facilement inquiet pour Pologne qui ne cesse d'être la cible des convoitises de Russie.
Lettonie a la triste manie d'être trop franc avec Russie et d'attiser sa colère. Il est peureux et assez pleurnichard. Il est souvent mis à l'écart par les deux autres.
Estonie, quant à lui, est calme et peu effrayé par Russie. Il est fort en informatique et il s'entend bien avec Finlande. Son rêve est de faire partie des Pays Nordiques.
Ukraine - Nom humain : Non confirmé
Ukraine est une femme travailleuse, condamnée à se donner corps et âme dans les travaux agricoles pour subsister. En effet très pauvre, elle s'est détachée de son frère par obligation et semble en être très touchée car elle l'aime beaucoup. Elle se distingue de par sa très forte poitrine.
Biélorussie - Nom humain : Natalia Arlovskaya
Biélorussie ne souhaite qu'une chose : s'unir avec son frère. Elle semble être la seule personne plus inquiétante que Russie, au point d'effrayer ce dernier. Elle se fiche totalement de Lituanie, qui s'intéresse vraiment à elle, à croire même qu'il en est amoureux.
Belgique - Nom humain : Non confirmé
Belgique est la petite de sœur de Pays-Bas et la grande sœur de Luxembourg. Elle est très proche de son frère, mais aussi de Espagne à qui elle rend souvent visite et s'entend très bien. Romano fut amoureux d'elle. Belgique s'est toujours montrée très gentille envers celui-ci. En revanche, elle est quelque peu en froid avec France. C'est une jeune fille douce, calme, mais surtout très gentille et souriante.
Grèce - Nom humain : Heracles Karpusi
Grèce est réputé pour sa lenteur légendaire et sa faculté à faire la sieste où qu'il se trouve. Il partage avec Japon une grande affection pour les chats. Il déteste Turquie. Il y a une sorte de rivalité entre Turquie et Grèce comme ils sont tous les deux les amis de Japon, ils se battent pour qui Japon apprécie le plus. Ce qui le met dans une situation assez embarrassante.
Turquie - Nom humain : Sadıq Adnan
Turquie, connu aussi sous l'ancien nom d'Empire Ottoman, est vigoureux. Il déteste Grèce et il s'est longtemps battu avec Espagne à cause de Romano. On ne voit jamais ses yeux à cause d'un masque qu'il porte. Islande l'aurait un jour appelé "papa" dans ses rêves.
Saint-Empire romain germanique - Nom humain : Non confirmé
Ce personnage n'apparaît que dans les passages « Chibitalia.».
Amoureux d'Italie (qu'il croit être une fille), il fait tout ce qu'il peut pour convaincre Italie de le « rejoindre ». Face au refus de ce dernier, il s'en va, non sans avoir avoué ses sentiments sur un baiser d'adieu. On ne sait pas grand chose de lui ; on peut juste constater qu'il s'habille toujours en noir, est plutôt intimidé par Italie et est médiocre en dessin. Italie lui offrira sa culotte bouffante (son balai-brosse dans l'anime) en cadeau, pour qu'il se souvienne de lui. Saint-Empire romain serait assez souffrant dû à son instabilité à l'intérieur même de son pays.
Papy Rome
Apparaît dans de nombreux flash-back, ainsi que dans les épisodes où les alliés assaillent Allemagne, Japon et Italie sur l'île du sud, où il chantera des chansons depuis l'océan, immense ou entouré de femmes.
Il apparaît même dans un épisode pour border dans son sommeil son petit-fils. Il parlera avec Allemagne, qui lui voue une admiration certaine. Musclé, on sait de lui qu'il passait son temps à « faire l'amour, boire et dormir. » Il est d'ailleurs très étonné de constater qu'Allemagne est très peu intéressé par les filles. Papy Rome est plus connu sous le nom de Empire Romain, grand, glorieux, puissant, riche, on ne sait pas vraiment pourquoi il a disparu (il ne répondra lui-même clairement à Allemagne qui lui avait posé la question).
Tony
C'est un alien recueilli par Amérique ; il mange des hamburgers au moins aussi vite qu'Amérique. Il est tout blanc, et il fait sa première apparition à l'épisode 38. On le voit également dans le film, Paint it, White!. Il est par ailleurs très doué pour les jeux vidéo et a une relation assez ambiguë avec Amérique.

D'autres pays entre-apparaissent sans être vraiment détaillés : ainsi on peut voir Belgique au premier épisode pendant quelques secondes, Québec dans un chapitre (du manga seulement, il n'apparait pas dans l'anime), Cuba, lorsqu'il s'en prend à Canada, Égypte, qu'Italie essaiera (sans succès) d'envahir, ou encore Sealand, dans deux épisodes, en tant que pays trop petit pour être reconnu par une véritable nation aux yeux des autres.
On peut aussi rencontrer des personnages féeriques ou mythologiques ou encore une personnification de la mort (Faucheuse) au chevet d'Angleterre. À part cette dernière, il semble tous doués de paroles et ne peuvent être vus que par Angleterre, qui adore rester avec eux.
Beaucoup d'animaux aussi sont présents, comme des chats, l'ours de Canada…

## Manga
Hetalia est une bande dessinée en ligne (web série) écrite et dessinée par Hidekaz Himaruya. Elle est également publiée en volume relié par Gentosha depuis 2008. Chaque tome, à l'exception du premier, est commercialisé en édition standard et limitée. 

## Anime
L'adaptation en anime est annoncée en juillet 2008. Elle est produite par Studio Deen avec une réalisation de Bob Shirohata. Initialement prévue pour être diffusée à la télévision sur la chaine Kids Station, la série est diffusée sur le service Animate disponible sur le Web et téléphone portable. La première saison de 26 épisodes est diffusée entre janvier et juillet 2009. Une deuxième saison est annoncée en avril 2009 et est diffusée entre juillet 2009 et mars 2010
La production d'un film d'animation a été annoncée en septembre 2009. Intitulé Paint it, White!, il est sorti dans les cinémas japonais le 5 juin 2010.
Une troisième saison, Hetalia: World Series, est annoncée en décembre 2009 et est diffusée entre mars et août 2010, suivie par une quatrième saison entre septembre 2010 et février 2011.
Une cinquième saison est annoncée en juillet 2012. Intitulée Hetalia: The Beautiful World, elle est diffusée du 25 janvier au 14 juin 2013. Des épisodes non diffusés sont proposés dans les coffrets DVD et Blu-ray commercialisés entre avril et octobre 2014.
Une sixième saison, Hetalia: The World Twinkle, est annoncée en novembre 2014. Celle-ci est diffusée à partir du 3 juillet 2015.

### Remarques
Le générique de fin, au début chanté par Italie, change dans certains épisodes et est chanté par Allemagne, Japon, Russie, Angleterre, France, USA, Chine et d'autres. Le générique de Axis Powers s'appelle Marukaite Chikyuu et celui de World Series, Hatafutte Parade. Certaines phrases sont adaptées pour chaque pays (celles du début et de la fin).
De même, on peut remarquer des running gags, comme les assauts des Alliés sur les forces de l'Axe sur l'île du Sud, ou les coups de téléphone reçus par Allemagne où Italie le supplie de l'aider. Les situations changent toujours légèrement, mais on trouve de nombreuses similitudes.

## Autres produits
Des drama CD ainsi qu'un jeu vidéo sont commercialisés au Japon. Hetalia existe aussi en Fanbook, en livre de voyage, etc. etc